# Arvajcheer
Arvajcheer (mongoliska: Арвайхээр, Arvayheer) är en provinshuvudstad i Mongoliet. Den ligger i provinsen Övörchangaj, i den centrala delen av landet, 400 km sydväst om huvudstaden Ulan Bator. Arvajcheer ligger 1 838 meter över havet och antalet invånare är 25 622.
Terrängen runt Arvajcheer är platt åt sydost, men åt nordväst är den kuperad.  Trakten runt Arvajcheer är nära nog obefolkad, med färre än två invånare per kvadratkilometer. Det finns inga andra samhällen i närheten. Trakten runt Arvajcheer består i huvudsak av gräsmarker.